# Anastagia Pierre
Anastagia Pierre (5 de octubre de 1988, Miami, Florida) es una reina de belleza estadounidense de origen haitiano-bahameño, que fue coronada Miss Bahamas Universe 2011, y representó a las Bahamas, en Miss Universo 2011, es São Paulo, Brasil, el 12 de septiembre de 2011.

## Inicios
Pierre compitió y ganó el Miss Teen Florida USA 2004 y compitió en Miss Teen USA 2004, donde no logró entrar al cuadro de semifinalistas, 5 años después entró y ganó el Miss Florida USA 2009, y participó en Miss USA 2009, donde tampoco logró entrar al cuadro de semifinalistas a pesar de ser una de las favoritas para hacerlo. 
En el 2010 participó en Miss Bahamas Intercontinental ganó y logró representar a la isla en Miss Intercontinental 2010 donde se logró colocar como la Segunda Finalista.

## Miss Universo 2011
Como la representante oficial de las islas Bahamas, en Miss Universo 2011, que se celebró en São Paulo, Brasil, el 12 septiembre, se disputaba la corona que en ese momento ostentaba Jimena Navarrete, de México.Anastagia Pierre no logró clasificar en las 16 semifinalistas.